# Wereldkampioenschap superbike van Magny-Cours 2008
Het wereldkampioenschap superbike van Magny-Cours 2008 was de dertiende ronde van het wereldkampioenschap superbike en de twaalfde ronde van het wereldkampioenschap Supersport 2008. De races werden verreden op 5 oktober 2008 op het Circuit Magny-Cours nabij Magny-Cours, Frankrijk.
Troy Bayliss werd gekroond tot kampioen in de superbike-klasse met een derde plaats in de eerste race van het weekend, wat genoeg was om zijn laatste concurrenten Troy Corser, Noriyuki Haga en Max Neukirchner voor te kunnen blijven. Andrew Pitt werd gekroond tot kampioen in de Supersport-klasse met een overwinning in de race, wat genoeg was om zijn laatste concurrenten Jonathan Rea, Josh Brookes en Broc Parkes voor te kunnen blijven.

## Superbike

### Race 1
| Pos | Nr  | Rijder            | Constructeur | Rondes | Tijd        | Grid | Punten |
| --- | --- | ----------------- | ------------ | ------ | ----------- | ---- | ------ |
| 1   | 41  | Noriyuki Haga     | Yamaha       | 23     | 38:33.367   | 1    | 25     |
| 2   | 10  | Fonsi Nieto       | Suzuki       | 23     | +6.223      | 2    | 20     |
| 3   | 21  | Troy Bayliss      | Ducati       | 23     | +6.875      | 3    | 16     |
| 4   | 3   | Max Biaggi        | Ducati       | 23     | +7.237      | 8    | 13     |
| 5   | 76  | Max Neukirchner   | Suzuki       | 23     | +8.925      | 6    | 11     |
| 6   | 11  | Troy Corser       | Yamaha       | 23     | +10.714     | 12   | 10     |
| 7   | 7   | Carlos Checa      | Honda        | 23     | +16.176     | 4    | 9      |
| 8   | 34  | Yukio Kagayama    | Suzuki       | 23     | +22.661     | 15   | 8      |
| 9   | 54  | Kenan Sofuoğlu    | Honda        | 23     | +27.224     | 14   | 7      |
| 10  | 36  | Gregorio Lavilla  | Honda        | 23     | +31.300     | 16   | 6      |
| 11  | 55  | Régis Laconi      | Kawasaki     | 23     | +35.558     | 21   | 5      |
| 12  | 31  | Karl Muggeridge   | Honda        | 23     | +35.774     | 18   | 4      |
| 13  | 194 | Sébastien Gimbert | Yamaha       | 23     | +36.078     | 13   | 3      |
| 14  | 38  | Shinichi Nakatomi | Yamaha       | 23     | +36.289     | 19   | 2      |
| 15  | 9   | Chris Walker      | Honda        | 23     | +40.472     | 23   | 1      |
| 16  | 86  | Ayrton Badovini   | Kawasaki     | 23     | +40.497     | 20   |        |
| 17  | 32  | Martin Bauer      | Honda        | 23     | +43.350     | 17   |        |
| 18  | 100 | Makoto Tamada     | Kawasaki     | 23     | +54.263     | 22   |        |
| 19  | 88  | Shuhei Aoyama     | Honda        | 23     | +54.382     | 28   |        |
| 20  | 69  | Iván Silva        | Honda        | 23     | +54.513     | 27   |        |
| DNF | 96  | Jakub Smrž        | Ducati       | 22     | Uitgevallen | 26   |        |
| DNF | 73  | Christian Zaiser  | Yamaha       | 21     | Uitgevallen | 24   |        |
| DNF | 57  | Lorenzo Lanzi     | Ducati       | 20     | Uitgevallen | 10   |        |
| DNF | 84  | Michel Fabrizio   | Ducati       | 19     | Ongeluk     | 9    |        |
| DNF | 94  | David Checa       | Yamaha       | 17     | Uitgevallen | 7    |        |
| DNF | 44  | Roberto Rolfo     | Honda        | 16     | Uitgevallen | 5    |        |
| DNF | 111 | Rubén Xaus        | Ducati       | 14     | Uitgevallen | 11   |        |
| DNF | 13  | Vittorio Iannuzzo | Kawasaki     | 6      | Uitgevallen | 25   |        |

### Race 2
| Pos | Nr  | Rijder            | Constructeur | Rondes | Tijd        | Grid | Punten |
| --- | --- | ----------------- | ------------ | ------ | ----------- | ---- | ------ |
| 1   | 21  | Troy Bayliss      | Ducati       | 23     | 38:33.579   | 3    | 25     |
| 2   | 41  | Noriyuki Haga     | Yamaha       | 23     | +0.909      | 1    | 20     |
| 3   | 11  | Troy Corser       | Yamaha       | 23     | +2.966      | 12   | 16     |
| 4   | 7   | Carlos Checa      | Honda        | 23     | +7.175      | 4    | 13     |
| 5   | 111 | Rubén Xaus        | Ducati       | 23     | +12.822     | 11   | 11     |
| 6   | 3   | Max Biaggi        | Ducati       | 23     | +13.004     | 8    | 10     |
| 7   | 34  | Yukio Kagayama    | Suzuki       | 23     | +18.876     | 15   | 9      |
| 8   | 10  | Fonsi Nieto       | Suzuki       | 23     | +19.512     | 2    | 8      |
| 9   | 76  | Max Neukirchner   | Suzuki       | 23     | +19.627     | 6    | 7      |
| 10  | 44  | Roberto Rolfo     | Honda        | 23     | +21.425     | 5    | 6      |
| 11  | 57  | Lorenzo Lanzi     | Ducati       | 23     | +25.133     | 10   | 5      |
| 12  | 36  | Gregorio Lavilla  | Honda        | 23     | +30.538     | 16   | 4      |
| 13  | 96  | Jakub Smrž        | Ducati       | 23     | +35.334     | 26   | 3      |
| 14  | 84  | Michel Fabrizio   | Ducati       | 23     | +38.453     | 9    | 2      |
| 15  | 9   | Chris Walker      | Honda        | 23     | +40.008     | 23   | 1      |
| 16  | 38  | Shinichi Nakatomi | Yamaha       | 23     | +40.802     | 19   |        |
| 17  | 86  | Ayrton Badovini   | Kawasaki     | 23     | +46.941     | 20   |        |
| 18  | 100 | Makoto Tamada     | Kawasaki     | 23     | +50.172     | 22   |        |
| 19  | 54  | Kenan Sofuoğlu    | Honda        | 23     | +58.616     | 14   |        |
| 20  | 55  | Régis Laconi      | Kawasaki     | 23     | +1:00.422   | 21   |        |
| 21  | 69  | Iván Silva        | Honda        | 23     | +1:02.852   | 27   |        |
| 22  | 88  | Shuhei Aoyama     | Honda        | 23     | +1:21.378   | 28   |        |
| 23  | 13  | Vittorio Iannuzzo | Kawasaki     | 23     | +1:32.289   | 25   |        |
| DNF | 31  | Karl Muggeridge   | Honda        | 22     | Uitgevallen | 18   |        |
| DNF | 73  | Christian Zaiser  | Yamaha       | 11     | Uitgevallen | 24   |        |
| DNF | 94  | David Checa       | Yamaha       | 10     | Ongeluk     | 7    |        |
| DNF | 194 | Sébastien Gimbert | Yamaha       | 4      | Uitgevallen | 13   |        |
| DNF | 32  | Martin Bauer      | Honda        | 3      | Uitgevallen | 17   |        |

## Supersport
| Pos | Nr  | Rijder               | Constructeur | Rondes | Tijd         | Grid | Punten |
| --- | --- | -------------------- | ------------ | ------ | ------------ | ---- | ------ |
| 1   | 88  | Andrew Pitt          | Honda        | 22     | 37:57.929    | 3    | 25     |
| 2   | 77  | Barry Veneman        | Suzuki       | 22     | +1.250       | 5    | 20     |
| 3   | 25  | Josh Brookes         | Honda        | 22     | +1.514       | 8    | 16     |
| 4   | 14  | Matthieu Lagrive     | Honda        | 22     | +1.685       | 13   | 13     |
| 5   | 83  | Didier Van Keymeulen | Suzuki       | 22     | +5.075       | 4    | 11     |
| 6   | 55  | Massimo Roccoli      | Yamaha       | 22     | +13.171      | 9    | 10     |
| 7   | 69  | Gianluca Nannelli    | Honda        | 22     | +13.386      | 10   | 9      |
| 8   | 99  | Fabien Foret         | Yamaha       | 22     | +19.563      | 16   | 8      |
| 9   | 41  | Josh Hayes           | Honda        | 22     | +19.677      | 19   | 7      |
| 10  | 65  | Jonathan Rea         | Honda        | 22     | +21.686      | 2    | 6      |
| 11  | 105 | Gianluca Vizziello   | Honda        | 22     | +22.599      | 12   | 5      |
| 12  | 21  | Katsuaki Fujiwara    | Kawasaki     | 22     | +24.967      | 21   | 4      |
| 13  | 7   | Patrik Vostárek      | Honda        | 22     | +28.888      | 20   | 3      |
| 14  | 47  | Ivan Clementi        | Triumph      | 22     | +29.351      | 14   | 2      |
| 15  | 127 | Robbin Harms         | Honda        | 22     | +38.000      | 7    | 1      |
| 16  | 126 | Chris Martin         | Kawasaki     | 22     | +40.934      | 28   |        |
| 17  | 44  | David Salom          | Yamaha       | 22     | +43.876      | 18   |        |
| 18  | 30  | Jesco Günther        | Honda        | 22     | +46.230      | 22   |        |
| 19  | 34  | Balázs Németh        | Honda        | 22     | +58.762      | 25   |        |
| 20  | 10  | David Perret         | Honda        | 22     | +59.258      | 27   |        |
| 21  | 11  | Russell Holland      | Honda        | 22     | +1:01.131    | 15   |        |
| 22  | 51  | Santiago Barragán    | Honda        | 22     | +1:14.306    | 30   |        |
| DNF | 169 | Julien Enjolras      | Yamaha       | 20     | Ongeluk      | 23   |        |
| DNF | 74  | Thierry Mulot        | Kawasaki     | 12     | Uitgevallen  | 29   |        |
| DNF | 117 | Denis Sacchetti      | Honda        | 11     | Uitgevallen  | 26   |        |
| DNF | 23  | Broc Parkes          | Yamaha       | 10     | Uitgevallen  | 1    |        |
| DNF | 26  | Joan Lascorz         | Honda        | 9      | Uitgevallen  | 6    |        |
| DNF | 4   | Lorenzo Alfonsi      | Honda        | 5      | Uitgevallen  | 24   |        |
| DNF | 17  | Miguel Praia         | Honda        | 0      | Ongeluk      | 17   |        |
| DNS | 8   | Mark Aitchison       | Triumph      | 0      | Niet gestart |      |        |
| DNS | 47  | Ivan Clementi        | Triumph      | 0      | Niet gestart |      |        |

## Tussenstanden na wedstrijd

### Superbike
| Pos | Nr | Rijder          | Team   | Punten |
| --- | -- | --------------- | ------ | ------ |
| 1   | 21 | Troy Bayliss    | Ducati | 410    |
| 2   | 41 | Noriyuki Haga   | Yamaha | 325    |
| 3   | 11 | Troy Corser     | Yamaha | 316    |
| 4   | 76 | Max Neukirchner | Suzuki | 298    |
| 5   | 7  | Carlos Checa    | Honda  | 284    |

### Supersport
| Pos | Nr | Rijder       | Team   | Punten |
| --- | -- | ------------ | ------ | ------ |
| 1   | 88 | Andrew Pitt  | Honda  | 194    |
| 2   | 65 | Jonathan Rea | Honda  | 164    |
| 3   | 25 | Josh Brookes | Honda  | 157    |
| 4   | 23 | Broc Parkes  | Yamaha | 139    |
| 5   | 26 | Joan Lascorz | Honda  | 105    |

1991 · 2003 · 2004 · 2005 · 2006 · 2007 · 2008 · 2009 · 2010 · 2011 · 2012 · 2013 · 2014 · 2015 · 2016 · 2017 · 2018 · 2019 · 2020 · 2021 · 2022 · 2023 · 2024 · 2025